# Lichter Tag

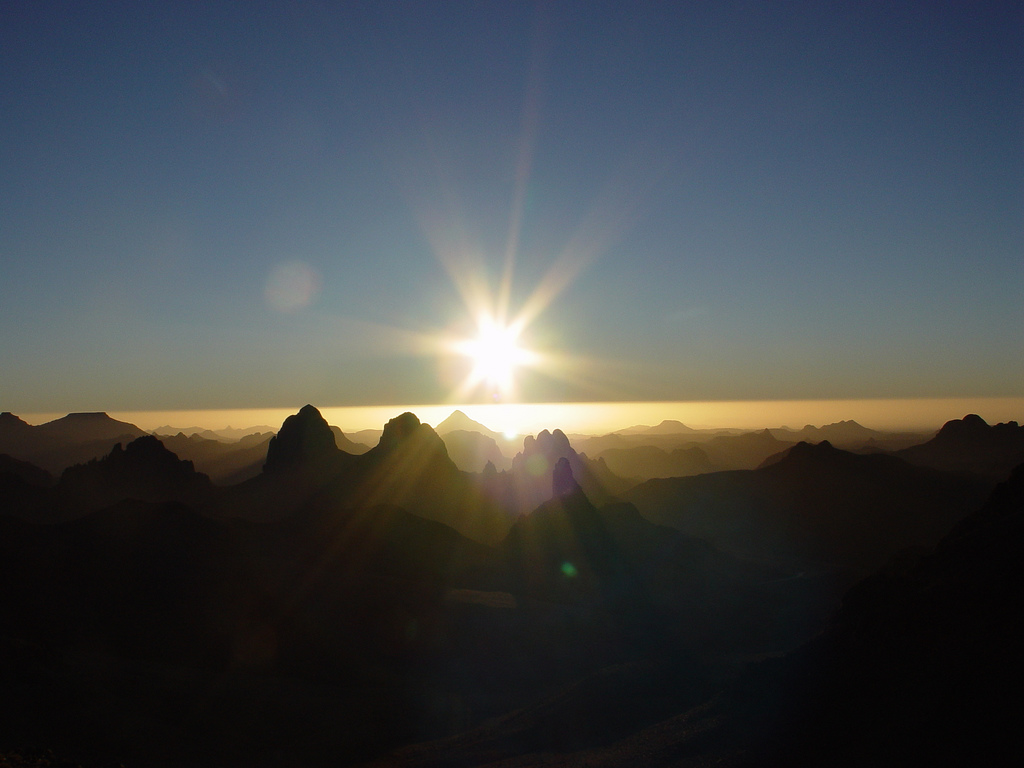
Ein lichter Tag dauert jeweils von Sonnenaufgang bis Sonnenuntergang und so je nach Jahreszeit und Standort unterschiedlich lange

Als lichter Tag, oder einfach nur Tag, wird die Zeitspanne von Sonnenaufgang bis Sonnenuntergang bezeichnet, also der im Unterschied zur Nacht von Tageslicht erhellte, helllichte Tag. Die Dauer eines lichten Tages wird auch Taglänge genannt, sie entspricht jeweils dem Tagbogen der scheinbaren Bahn der Sonne über dem Horizont des Standorts.

## Dauer

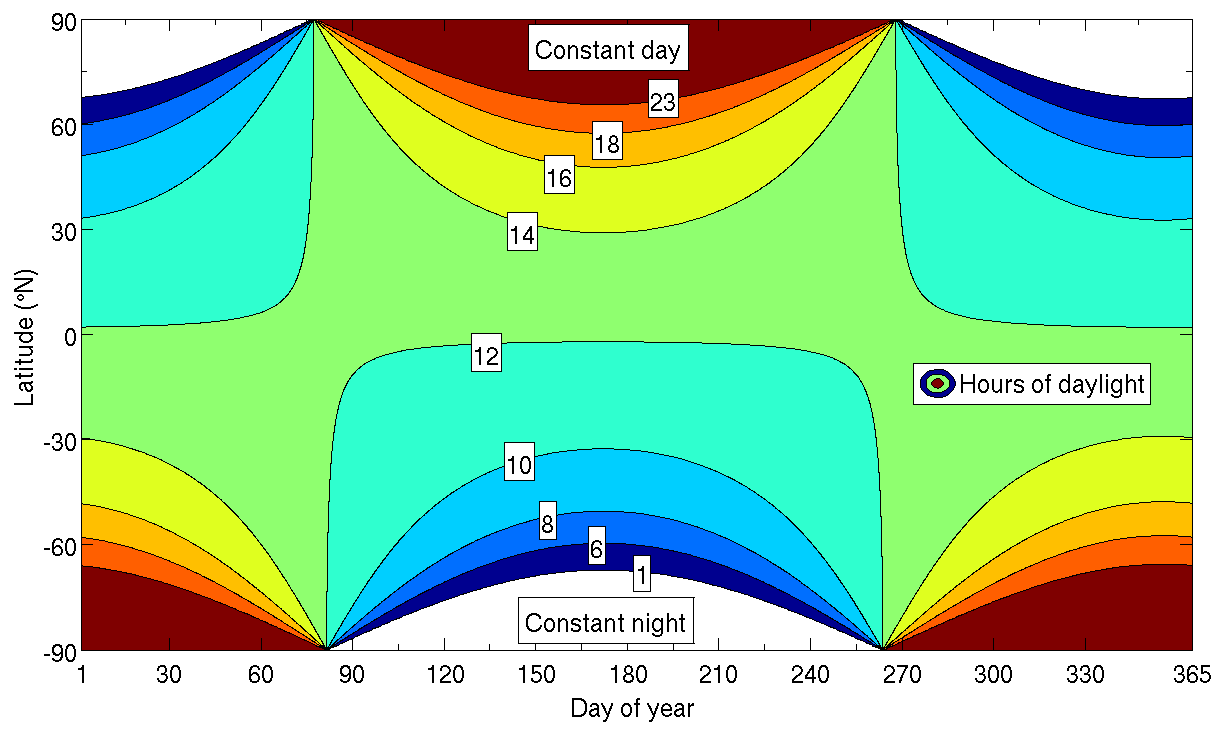
Darstellung der Tageslichtdauer in Abhängigkeit von Kalendertag und Breitengrad

Abhängig von der geographischen Breite schwankt die Tageslichtdauer im Laufe eines Jahres unterschiedlich stark. Je weiter der Breitengrad eines Standorts vom Äquator entfernt liegt, desto größer sind im Allgemeinen die jahreszeitlichen Unterschiede zwischen den Zeitspannen von tags und nachts. Auf 50° N Breite dauert der lichte Tag zur Wintersonnenwende nur rund halb so lange wie die Nacht. Dagegen ändert sich das aus lichtem Tag und Nacht gebildete Zeitintervall von einem Sonnenaufgang zum folgenden Sonnenaufgang im Laufe eines Jahres in Breiten zwischen den Polarkreisen nur wenig und dauert ungefähr 24 Stunden.

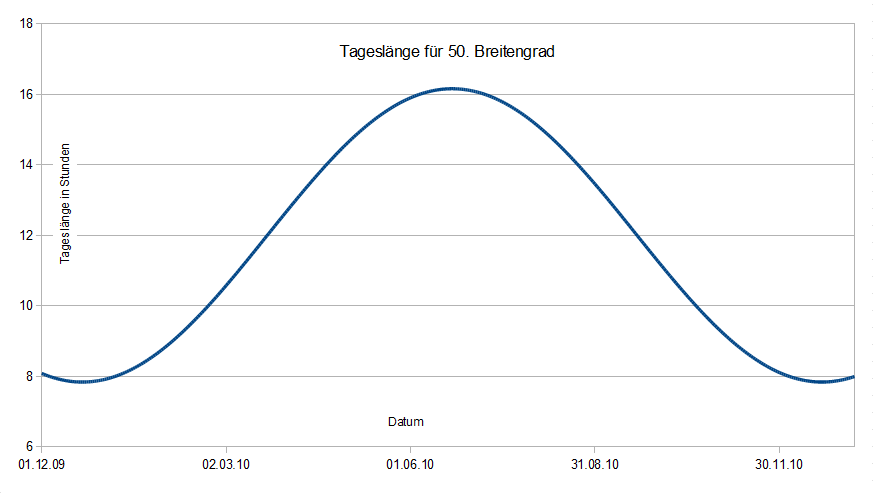
Ungefähre Darstellung der Taglängenschwankungen über ein Jahr für 50° Breite, in Stunden

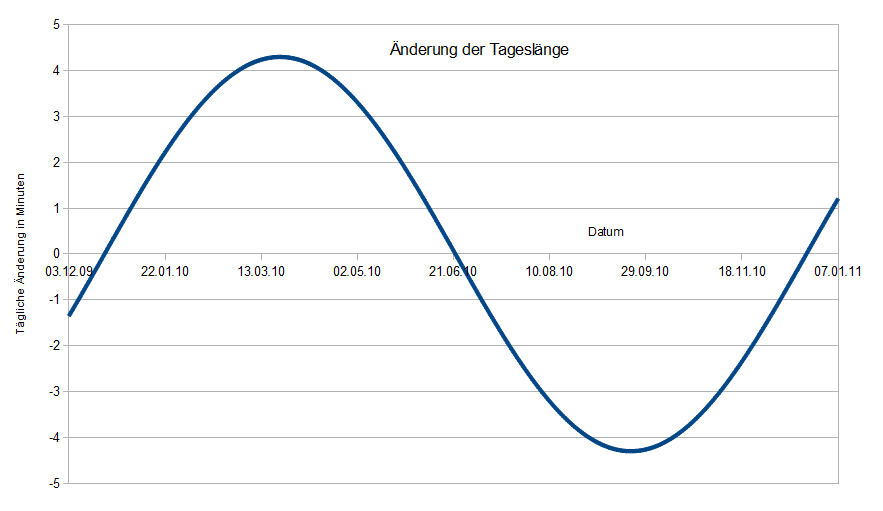
Ungefähre Darstellung der Veränderung der Tageslichtdauer zum Vortag für 50° Breite, in Minuten

In Deutschland beträgt die Tageslichtdauer (Taglänge)
- am nördlichsten Punkt (etwa 55,05° N) bei List auf Sylt:
  - zu den Tagen der Sommersonnenwende 17 h 06 min
  - zu den Tagen der Wintersonnenwende 6 h 54 min
- am südlichsten Punkt (etwa 47,27° N) beim Haldenwanger Eck:
  - zu den Tagen der Sommersonnenwende 15 h 43 min
  - zu den Tagen der Wintersonnenwende 8 h 17 min.

Innerhalb Deutschlands unterscheidet sich zum gleichen Datum die Dauer eines lichten Tags um bis zu fast eineinhalb Stunden.
Auch die jahreszeitlichen Schwankungen der Taglänge zwischen den Tagen der Sonnenwenden zeigen mit über 10 Stunden (List auf Sylt) gegenüber unter 7½ Stunden (Haldenwanger Eck) breitenabhängig deutliche Unterschiede. Auf dem 50. Breitengrad (so in Mainz) schwankt der lichte Tag im Laufe eines Halbjahres um etwa 8¼ Stunden.
Die Dauer des lichten Tages (Taglänge) ändert sich im Laufe eines Jahres nicht gleichmäßig schnell. Die Veränderungen der Tageslichtdauer sind am stärksten um den Termin der Tagundnachtgleichen herum. An Orten auf 50° N beträgt dann der Unterschied zum folgenden lichten Tag fast viereinhalb Minuten.

### Berechnung
Die Zeitspanne von Sonnenaufgang (Sonnenmittelpunkt auf Horizont) bis zum höchsten Sonnenstand oder vom höchsten Sonnenstand bis Sonnenuntergang (Sonnenmittelpunkt auf Horizont) – also die Hälfte eines lichten Tages oder halbe Taglänge – lässt sich nach folgender Formel abschätzen (geringe Verlängerung durch die astronomische Refraktion nicht berücksichtigt):
{\displaystyle {\text{Halber lichter Tag (in Stunden [h])}}={\frac {\arccos(-\tan \varphi \cdot \tan \delta )}{15^{\circ }}}\,\mathrm {h} }
mit {\displaystyle \varphi } als der geographischen Breite des Beobachtungsortes, {\displaystyle \delta } als der Deklination der Sonne (zwischen 23,44° Nord zu Sommeranfang und 23,44° Süd zu Winteranfang auf der Nordhalbkugel) und {\displaystyle h} (1 Stunde entspricht 15° bei einem angenommenen gleichförmigen Umlauf von 360° in 24 Stunden). Die Formel verwendet die Funktionen von Tangens (tan) und von Arkuskosinus (arccos). Die Deklination der Sonne kann für den Tag N des Jahres näherungsweise angegeben werden mit 
{\displaystyle \delta =-23.44^{\circ }\cdot \cos \left[{\frac {360^{\circ }}{365}}\cdot \left(N+10\right)\right]},
so dass die Taglänge abhängig von Datum und Breitengrad grob berechnet werden kann.
Das Produkt der Tangens-Funktionswerte wird 0, wenn einer der beiden Winkel {\displaystyle \varphi } oder {\displaystyle \delta } gleich null ist; mit arccos(0) = 90° und Tageshalbe = 90°·h/15° beträgt dann die halbe Taglänge etwa 6 Stunden und der ganze lichte Tag so 12 Stunden. Dieser Fall ist für alle Orte zwischen den Polarkreisen zweimal im Jahr zu den Tagundnachtgleichen, dem Äquinoktiumsdatum (dann ist jeweils {\displaystyle \delta =0}), gegeben, am Äquator ({\displaystyle \varphi =0}) ganzjährig.
Das Produkt der Tangens-Funktionswerte wird 1, wenn sich die beiden Winkel {\displaystyle \varphi } und {\displaystyle \delta } zu 90° bzw. −90° ergänzen. Mit arccos(1) = 0 wird die berechnete Taglänge gleich null. Ein solches Ergebnis tritt nur auf für Orte mit geographischen Breiten zwischen einem Polarkreis und dem benachbarten Pol, wenn dort der Polartag oder die Polarnacht beginnen oder enden.

### Herleitung der Gleichung

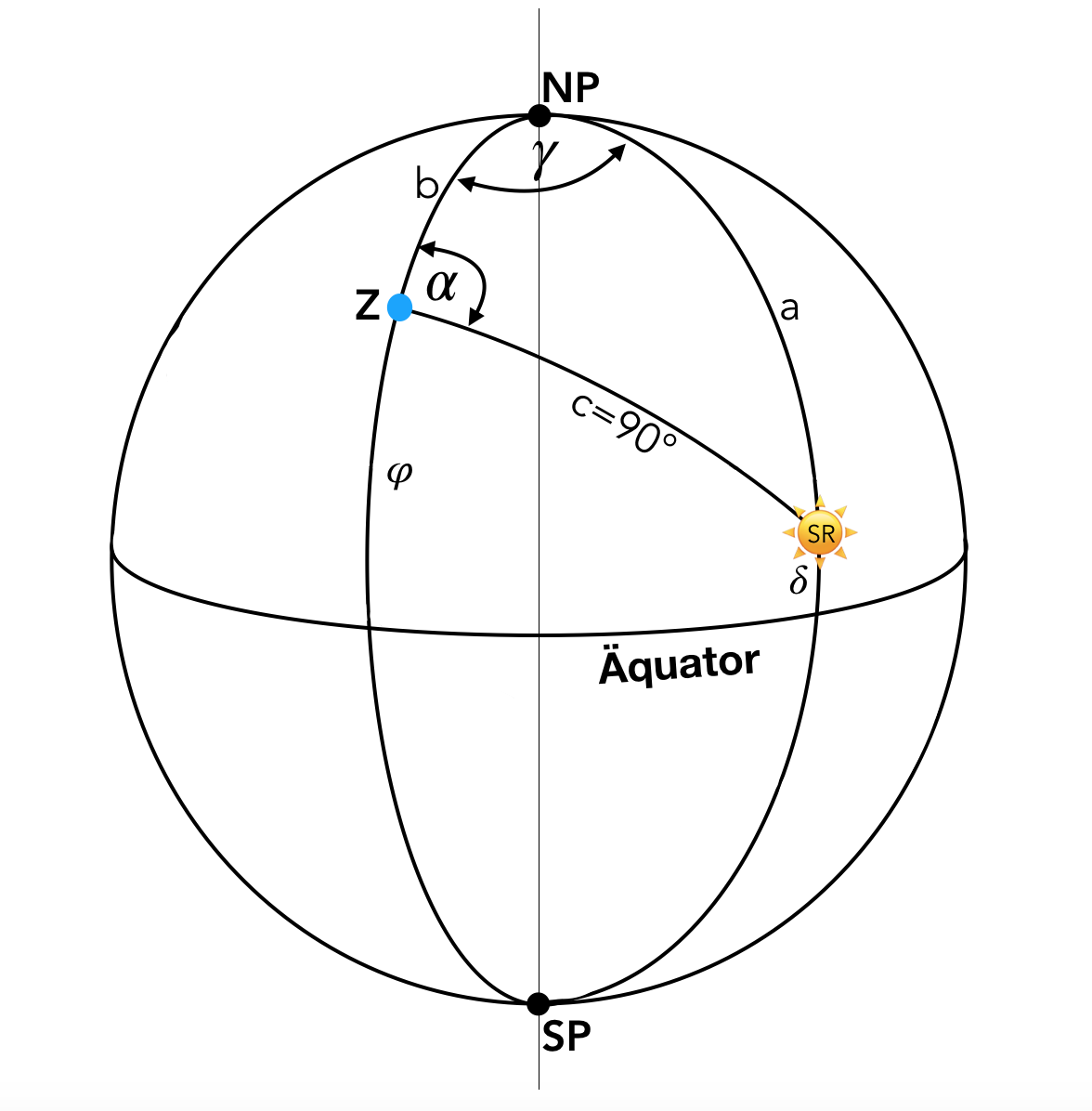
Himmelszelt bei Sonnenaufgang

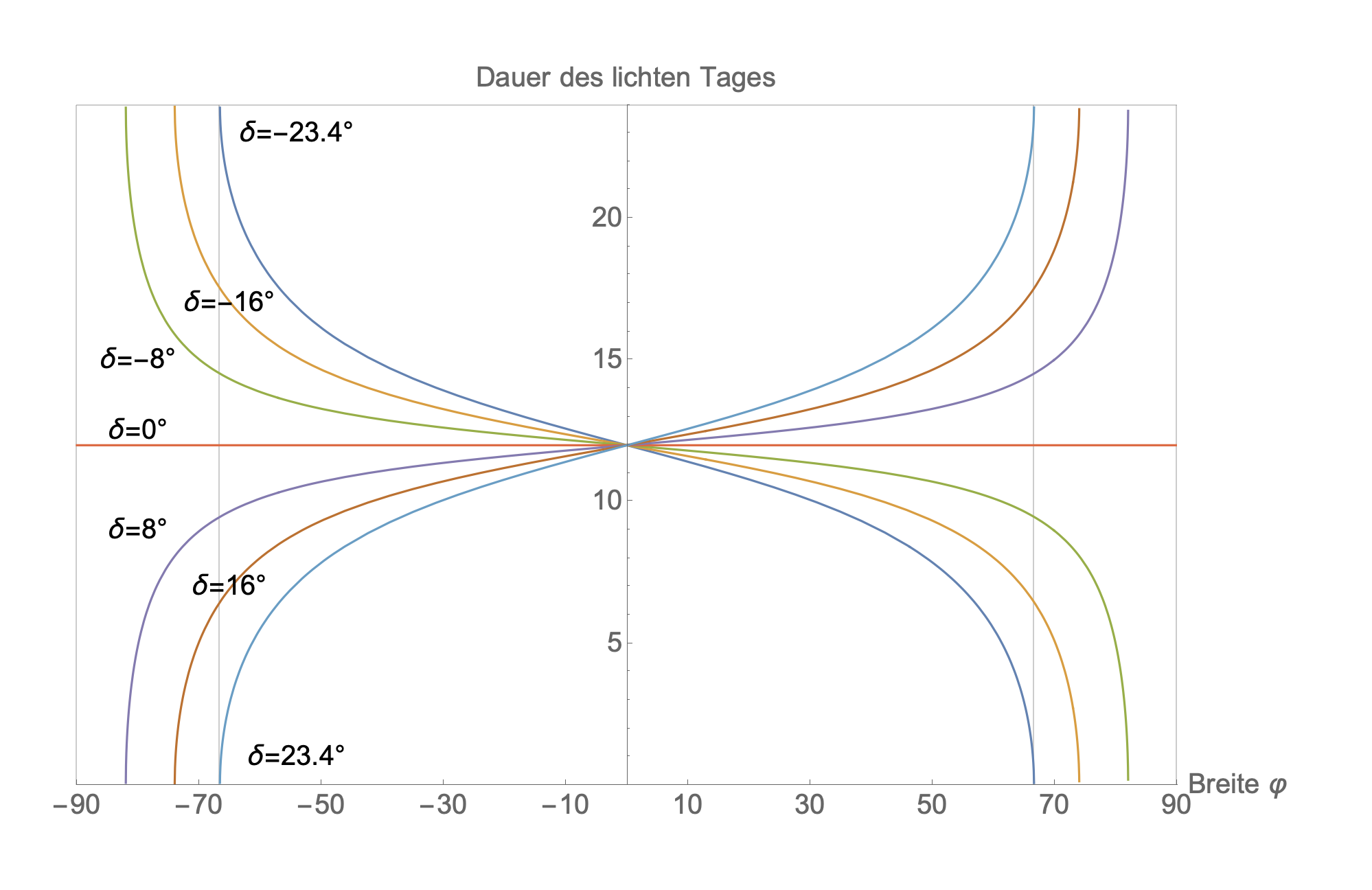
Dauer des lichten Tages für verschiedene Deklinationen der Sonne als Funktion der geographischen Breite. Zum nördlichen Sommerbeginn (𝛅=23.4°) scheint die Sonne für Breiten über 66.6° 24 Stunden lang. Am Äquator (𝛗=0°) dauert der Tag immer 12 Stunden

Die Dauer des lichten Tages kann, ähnlich wie die Berechnung des Azimuts der aufgehenden Sonne, mit dem Seiten-Kosinussatz der sphärischen Trigonometrie berechnet werden. Dazu betrachtet man das Dreieck, das am Himmelszelt durch den Nordpol {\displaystyle (NP)}, den Zenit {\displaystyle (Z)} des Beobachters und durch die Position der Sonne bei Sonnenaufgang aufgespannt wird. {\displaystyle \varphi } ist die geographische Breite des Beobachters und {\displaystyle \delta } die momentane Deklination der Sonne. {\displaystyle c} ist die Zenitdistanz der Sonne vom Betrachter aus gesehen. Die drei Seiten {\displaystyle a,b,c} des Dreiecks sind {\displaystyle a=(90^{\circ }-\delta )} und {\displaystyle b=(90^{\circ }-\varphi )}. Bei Sonnenaufgang ist die Zenitdistanz der Sonne {\displaystyle c=90^{\circ }}.
{\displaystyle \gamma } ist der Winkel am Nordpol zwischen dem Meridian des Beobachters und dem momentanen Meridian der Sonne bei Sonnenaufgang. Vom Moment des Sonnenaufganges bis Mittag, also dem Moment, bei dem die Sonne auf dem Meridian des Beobachters steht, dreht sich die Erde um den Winkel {\displaystyle \gamma }. Die Erde dreht sich mit einer Winkelgeschwindigkeit von {\displaystyle 15^{\circ }/h}. Die Tageshalbe dauert daher {\displaystyle {\frac {\gamma }{15^{\circ }/h}}} und die Dauer des lichten Tages ist das Doppelte {\displaystyle {\frac {2\gamma }{15^{\circ }/h}}}
Der Winkel {\displaystyle \gamma } berechnen sich wie folgt:
| Der sphärische Seiten-Kosinussatz lautet:                                           | {\displaystyle \cos c}  | = | {\displaystyle \cos a\cdot \cos b+\sin a\cdot \sin b\cdot \cos \gamma }                      |
| Für {\displaystyle \gamma } folgt:                                                  | {\displaystyle \gamma } | = | {\displaystyle \arccos \left[{\frac {\cos c-\cos a\cdot \cos b}{\sin a\cdot \sin b}}\right]} |
| Mit {\displaystyle a=(90^{\circ }-\delta ),b=(90^{\circ }-\varphi ),c=90^{\circ }}: | {\displaystyle \gamma } | = | {\displaystyle \arccos \left[-\tan \delta \cdot \tan \varphi \right]}                        |

Dauer des lichten Tages[h] {\displaystyle ={\frac {2\cdot \arccos \left[-\tan \delta \cdot \tan \varphi \right]}{15^{\circ }/h}}}
Mit dieser Formel wird die Dauer des lichten Tages als Funktion der Breite {\displaystyle \varphi } und der Deklination {\displaystyle \delta } berechnet.